# Concejo Deliberante de La Matanza
El Concejo Deliberante de La Matanza es el departamento legislativo del municipio de la Provincia de Buenos Aires, Argentina. Siendo integrado por 24 ediles, tiene la responsabilidad de elaborar o modificar las ordenanzas municipales.

## Estructura
El concejo deliberante de La Matanza es uno de los poderes del gobierno municipal, se encarga de revisar y controlar los actos del departamento ejecutivo municipal que encabeza el intendente. Es un órgano legislativo que crea las normas de la ciudad. Estas normas reciben el nombre de ordenanzas y el Ejecutivo municipal es el encargado de hacerlas cumplir. El cuerpo legislativo está conformado por 24 concejales, número determinado por el hecho de que el distrito tiene más de 200.000 habitantes, elegidos mediante elecciones. La Cámara renueva la mitad de sus legisladores cada 2 años.

### Comisiones de trabajo
| Comisión                                         | Presidente      | Partido/Coalición    |
| ------------------------------------------------ | --------------- | -------------------- |
| Presupuesto y Hacienda                           | Juan Aisa       | Frente de Todos      |
| Salud Pública                                    | Micaela Durigan | Frente de Todos      |
| Obras y Servicios Públicos                       | Sergio Landin   | Frente de Todos      |
| Comunicación, Tránsito y Transporte              | Nicolas Natale  | Frente de Todos      |
| Industria, Comercio y Abastecimiento             | Laura Chamorro  | Frente de Todos      |
| Desarrollo Humano y Promoción Social             | Jorge Lampa     | Cambiemos La Matanza |
| Defensa del Usuario y Consumidor                 | Erika Zacarias  | Juntos por el Cambio |
| Educación, Cultura y Deportes                    | Jorge Carrasco  | Frente de Todos      |
| Interpretación y Reglamento                      | Rolo Galván     | Frente de Todos      |
| Mujeres, Políticas de Género y Diversidad Sexual | Wanda Acosta    | Frente de Todos      |
| Fuente: Concejo Deliberante de La Matanza        |                 |                      |

## Composición actual

### Ciclos electorales
| Elección | Mandato                 | Mandato                |
| Elección | Inicio                  | Fin                    |
| -------- | ----------------------- | ---------------------- |
| 2021     | 10 de diciembre de 2021 | 9 de diciembre de 2025 |
| 2023     | 10 de diciembre de 2023 | 9 de diciembre de 2027 |

### 2023-2027
| Diputado                     | Bloque | Bloque               | Inicio del Mandato | Fin del Mandato |
| ---------------------------- | ------ | -------------------- | ------------------ | --------------- |
| Wanda Acosta                 |        | Unión por la Patria  | 10/12/2023         | 9/12/2027       |
| Juan Facundo Aisa            |        | Unión por la Patria  | 10/12/2023         | 9/12/2027       |
| Beatriz Ángela Alonso        |        | Unión por la Patria  | 10/12/2023         | 9/12/2027       |
| Gabriel Alberto Aranda       |        | Unión por la Patria  | 10/12/2023         | 9/12/2027       |
| Ana María Barbetti           |        | Hacia la Libertad    | 10/12/2023         | 9/12/2027       |
| Daniel Horacio Barrera       |        | Unión por la Patria  | 10/12/2023         | 9/12/2027       |
| Javier Pedro Néstor Ferreyra |        | Juntos por el Cambio | 10/12/2023         | 9/12/2027       |
| Ricardo Adrián Lococo        |        | La Libertad Avanza   | 10/12/2023         | 9/12/2027       |
| Liliana Alejandra Pintos     |        | Unión por la Patria  | 10/12/2023         | 9/12/2027       |
| Lorena Norma Ramos           |        | La Libertad Avanza   | 10/12/2023         | 9/12/2027       |
| Liliana Patricia Yambrun     |        | Unión por la Patria  | 10/12/2023         | 9/12/2027       |
| Erika Cecilia Zacarías       |        | La Libertad Avanza   | 10/12/2023         | 9/12/2027       |
| Jorge Carrasco               |        | Unión por la Patria  | 10/12/2021         | 9/12/2025       |
| Laura Chamorro               |        | Unión por la Patria  | 10/12/2021         | 9/12/2025       |
| Micaela Dunigan              |        | Unión por la Patria  | 10/12/2021         | 9/12/2025       |
| Mirta Ferreira               |        | Juntos por el Cambio | 10/12/2021         | 9/12/2025       |
| Héctor Flores                |        | Juntos por el Cambio | 10/12/2021         | 9/12/2025       |
| José Galvan                  |        | Unión por la Patria  | 10/12/2021         | 9/12/2025       |
| María Laura Greco            |        | Juntos por el Cambio | 10/12/2021         | 9/12/2025       |
| Mirta Graciela Hembert       |        | Unión por la Patria  | 10/12/2021         | 9/12/2025       |
| Natalia Hernández            |        | PTS en el FIT-U      | 10/12/2021         | 9/12/2025       |
| Rubén Lampa                  |        | Juntos por el Cambio | 10/12/2021         | 9/12/2025       |
| Sergio Landin                |        | Unión por la Patria  | 10/12/2021         | 9/12/2025       |
| Juan Romero                  |        | PO en el FIT-U       | 10/12/2021         | 9/12/2025       |

Notas
1. ↑  Formó parte del bloque de Juntos por el cambio hasta diciembre de 2024.